# 对二乙苯
对二乙苯是一种有机化合物，化学式为C10H14。它在欧盟经济区的生产量或进口量超100吨/年。

## 反应
它和溴在碘催化下反应，可以得到1,4-二溴-2,5-二乙基苯；和溴在铁存在下反应，可以得到1,3,4,6-四溴-2,5-二乙基苯。它和碘、正高碘酸在硫酸存在下于乙酸水溶液中反应，可以得到1,4-二碘-2,5-二乙基苯。